# رشته‌کوه اوست-ویلیوی
رشته‌کوه اوست-ویلیوی (روسی: Хребет Усть-Вилюйский) یک رشته‌کوه در یاقوتستان کشور روسیه است.